# 3-Stunden-Rennen von Monza 1965

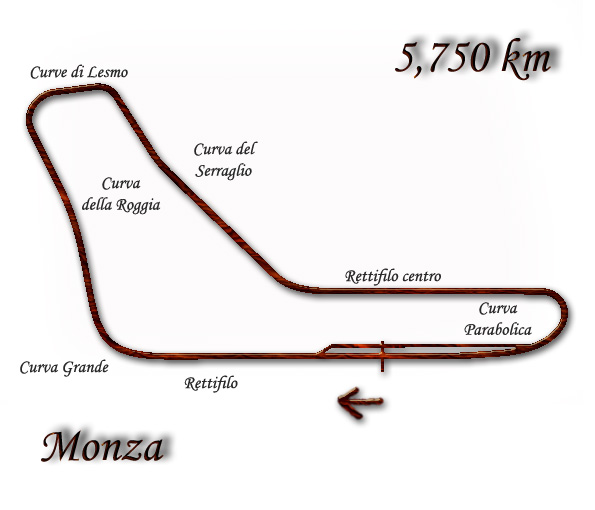
Streckenlayout von Monza 1965

Das 3-Stunden-Rennen von Monza 1965, auch 1000 km di Monza (Coppa Inter-Europa - 3 Hours), Autodromo di Monza, fand am 25. April 1965 auf dem Autodromo Nazionale Monza statt und war der vierte Wertungslauf der Sportwagen-Weltmeisterschaft dieses Jahres.

## Das Rennen
Zum ersten Mal in der Geschichte der Sportwagen-Weltmeisterschaft fanden 1965 zwei Weltmeisterschaftsläufe auf einer Rennstrecke am selben Tag statt. Das Hauptrennen des Tages war das 1000-km-Rennen, das am Nachmittag gestartet wurde und mit dem Sieg von Mike Parkes und Jean Guichet im Werks-Ferrari 275P2 endete.
Am Vormittag fand das GT-Rennen statt, das nach drei Stunden Fahrzeit Klaus Steinmetz im Werks-Abarth-Simca 1300 Bialbero gewann.

## Ergebnisse

### Schlussklassement
| 1           | GT 1.3 | 14 | Abarth                | Klaus Steinmetz                      | Abarth-Simca 1300 Bialbero  | 88 |
| 2           | GT 1.3 | 22 | Roberto Bertuzzi      | Roberto Bertuzzi Giovanni Manddonini | Abarth-Simca 1300 Bialbero  | 86 |
| 3           | GT 1.3 | 18 |                       | Guido Nicolai                        | Abarth-Simca 1300 Bialbero  | 84 |
| 4           | GT 1.0 | 11 | Cesare Sangiorgi      | Cesare Sangiorgi                     | Fiat-Abarth 1000 Berlinetta | 83 |
| 5           | GT 1.3 |    |                       | Bruno Ronchi Gianfranco Rovetta      | Alfa Romeo Giulietta SZ     | 78 |
| 6           | GT 1.3 | 19 | Scuderia St. Ambroeus | Girolamo Capra Luciano Galli         | Alfa Romeo Giulietta SZ     | 78 |
| 7           | GT 1.3 | 23 | Scuderia St. Ambroeus | Ottorino Volonterio                  | Alfa Romeo Giulietta SZ     | 75 |
| Ausgefallen |        |    |                       |                                      |                             |    |
| 8           | GT 1.0 | 1  | Giovanni Pessina      | Giovanni Pessina Bruno Bonini        | Fiat-Abarth 1000 Berlinetta | 82 |
| 9           | GT 1.0 | 3  | Stanislao Reverter    | Stanislao Reverter "Runner"          | Fiat-Abarth 1000 Berlinetta | 66 |
| 10          | GT 1.3 | 16 | Abarth                | Hans Herrmann                        | Abarth-Simca 1300 Bialbero  | 50 |
| 11          | GT 1.3 | 20 | Scuderia St. Ambroeus | Mario Saruggia Giampiero Moretti     | Abarth-Simca 1300 Bialbero  | 50 |
| 12          | GT 1.0 | 9  | Enrico Bettoni        | Enrico Bettoni Mauro Cintolesi       | Fiat-Abarth 1000 Berlinetta | 31 |
| 13          | GT 1.3 | 24 | Massimo Carnovali     | Massimo Carnovali                    | Alfa Romeo Giulietta SZ     | 24 |
| 14          | GT 1.0 | 6  | Karl Foitek           | Joe Kretschi                         | Fiat-Abarth 1000 Berlinetta | 23 |
| 15          | GT 1.0 | 7  | Giuseppe Rebaudi      | Giuseppe Rebaudi                     | Fiat-Abarth 1000 Berlinetta | 8  |
| 16          | GT 1.3 | 15 | Abarth                | Leo Cella                            | Abarth-Simca 1300 Bialbero  | 3  |

### Nur in der Meldeliste
Hier finden sich Teams, Fahrer und Fahrzeuge, die ursprünglich für das Rennen gemeldet waren, aber aus den unterschiedlichsten Gründen daran nicht teilnahmen.
| Pos. | Klasse | Nr. | Team                  | Fahrer                | Chassis                     |
| ---- | ------ | --- | --------------------- | --------------------- | --------------------------- |
| 17   | GT 1.0 | 2   | Nettuno               | Anzio Zucchi          | Fiat-Abarth 1000 Berlinetta |
| 18   | GT 1.0 | 4   | Mauro Baldo           | Mauro Baldo           | Fiat-Abarth 1000 Berlinetta |
| 19   | GT 1.0 | 5   | Enzo Buzzetti         | Enzo Buzzetti         | Fiat-Abarth 1000 Berlinetta |
| 20   | GT 1.0 | 8   | Tristano Bindoni      | Tristano Bindoni      | Fiat-Abarth 1000 Berlinetta |
| 21   | GT 1.0 | 10  | Clemente Avventurieri | Clemente Avventurieri | Fiat-Abarth 1000 Berlinetta |
| 22   | GT 1.3 | 12  | Abarth                | Herbert Demetz        | Abarth-Simca 1300 Bialbero  |
| 23   | GT 1.3 | 21  | Rocco Lanzini         | Rocco Lanzini         | Alfa Romeo Giulietta SZ     |

### Klassensieger
| Klasse | Fahrer           | Fahrer       | Fahrzeug                    | Platzierung im Gesamtklassement |
| ------ | ---------------- | ------------ | --------------------------- | ------------------------------- |
| GT 1.3 | Klaus Steinmetz  |              | Abarth-Simca 1300 Bialbero  | Gesamtsieg                      |
| GT 1.0 | Cesare Sangiorgi | Bruno Ronchi | Fiat-Abarth 1000 Berlinetta | Rang 4                          |

### Renndaten
- Gemeldet: 23
- Gestartet: 16
- Gewertet: 7
- Rennklassen: 2
- Zuschauer: unbekannt
- Wetter am Renntag: warm und trocken
- Streckenlänge: 5,750 km
- Fahrzeit des Siegerteams: 3:00:00,000 Stunden
- Gesamtrunden des Siegerteams: 88
- Gesamtdistanz des Siegerteams: 502,678 km
- Siegerschnitt: 167,559 km/h
- Pole Position: Hans Herrmann - Abarth-Simca 1300 Bialbero (#16) - 1:59,800 = 172,788 km/h
- Schnellste Rennrunde: Hans Herrmann - Abarth-Simca 1300 Bialbero (#16) – 1:58,700 = 174,389 km/h
- Rennserie: 4. Lauf zur Sportwagen-Weltmeisterschaft 1965
- Rennserie: 2. Lauf zur Italienischen Sportwagen-Meisterschaft 1965